# Pré-en-Pail-Saint-Samson
Pré-en-Pail-Saint-Samson è un comune francese del dipartimento della Mayenne nella regione dei Paesi della Loira.
È stato creato il 1º gennaio 2016 dalla fusione dei preesistenti comuni di Pré-en-Pail e Saint-Samson.
Il capoluogo è la località di Pré-en-Pail.